# Panayrupsvogel
De panayrupsvogel (Coracina panayensis) is een zangvogel uit de familie Campephagidae (rupsvogels). Eerder werd deze vogel beschouwd als een ondersoort van de gebandeerde rupsvogel (C. striata), maar op grond van verschillen in uiterlijk en geluid werd de vogel erkend als een aparte soort.

## Verspreiding en leefgebied
De vogel komt voor in de Filipijnen, op Panay en andere eilanden in de westelijke Visayas.

## Status
De grootte van de populatie is niet gekwantificeerd, maar de soort wordt omschreven als algemeen. Op de Rode Lijst van de IUCN heeft de soort de status "niet bedreigd".